# کونتسگوریه (شهرستان وینوگرادوفسکی، استان آرخانگلسک)
کونتسگوریه (به لاتین: Konetsgorye) یک منطقهٔ مسکونی در روسیه است که در استان آرخانگلسک واقع شده‌است.